# Уильямс-Тауэр
Уильямс-Тауэр (англ. Williams Tower; ранее Траско-Тауэр (англ. Transco Tower)) — небоскрёб, расположенный в районе Аптаун города Хьюстон, штат Техас. Здание было построено по проекту архитекторов Филипа Джонсона и Джона Бёрджи в сотрудничестве с хьюстонской фирмой Morris-Aubry Architects в 1983 году. Высота Уильям-Тауэра составляет 275 метров, это третье по высоте здание в Хьюстоне, четвёртое — в Техасе, 24-е — в США и 107-е — в мире. В настоящее время 64-этажное здание является штаб-квартирой компании Hines Interests, работающей в сфере недвижимости.
Изначально здание называлось Траско-Тауэр в честь главного арендатора, энергетической корпорации Transco Energy. В 1999 году название было сменено на нынешнее, после того как компания Transco была приобретена газовой компанией Williams Companies.
На 51-м этаже здания расположена смотровая площадка. В ночное время на крыше здания работает мощный фонарь, луч которого при ясной погоде можно увидеть за 65 километров. Здание обслуживают 49 лифтов.
Утром 13 сентября 2008 года Уильямс-Тауэру был нанесён серьёзный ущерб из-за урагана Айк: были выбиты многие окна, 12 из 49 лифтов были повреждены из-за протечек воды через крышу. Общая сумма ущерба составила свыше 3,5 миллионов долларов.